# 晩菊
『晩菊』（ばんきく）は、林芙美子による日本の小説、またそれを原作とした映画化作品とテレビドラマ作品。
映画は1954年6月22日に公開された。製作、配給は東宝。モノクロ、スタンダード。
テレビドラマは1960年12月18日にNET（現：テレビ朝日）系列の『NECサンデー劇場』で放送された。

## 映画

### キャスト
以下の役名と出演者名は特に記載のない限り東宝に従った。
- 倉橋きん：杉村春子
- 中田のぶ：沢村貞子
- 小池たまえ：細川ちか子
- 鈴木とみ：望月優子
- 田部：上原謙
- 小池清：小泉博
- 鈴木幸子：有馬稲子
- 関：見明凡太郎
- 中田仙太郎：沢村宗之助
- 板谷：加東大介
- 静子：鏑木ハルナ
- 岩本栄子：坪内美子
- ホテルの女中：出雲八枝子
- 巡礼：馬野都留子[3]
- 中野俊子
- 熊谷二良
- 河辺昌義
- 谷晃

### スタッフ
- 監督：成瀬巳喜男[1]
- 製作：藤本真澄[1]
- 原作：林芙美子[1]
- 脚本：田中澄江[1]、井手俊郎[1]
- 音楽：斎藤一郎[1]
- 撮影：玉井正夫[1]
- 美術：中古智[1]
- 録音：下永尚[1]
- 照明：石井長四郎[1]
- 編集：大井英史[1]
- チーフ助監督：川西正義[1]
- 製作担当者：真木照夫[1]
- 特殊技術：東宝技術部
- 現像：東宝現像所[1]

### 受賞歴
- 第28回（1954年度）キネマ旬報 日本映画ベスト・テン 第7位[1]

## テレビドラマ

### キャスト
- 初代水谷八重子
- 岡田英次
- 下條正巳
- 田島義文
- 田上嘉子
- 光本幸子
- 柳田豊

| NET系列 NECサンデー劇場 | NET系列 NECサンデー劇場 | NET系列 NECサンデー劇場 |
| 前番組                  | 番組名                  | 次番組                  |
| ----------------------- | ----------------------- | ----------------------- |
| あべこべ物語            | 晩菊 （テレビドラマ）   | くりすます・ロータリー  |